# Чельцов, Борис Фёдорович
Бори́с Фёдорович Чельцо́в (23 апреля 1947, село Тоцкое, Тоцкий район, Оренбургская область — 25 мая 2014, Москва) — российский военачальник, начальник Главного штаба ВВС России (2000—2007), доктор военных наук, академик Академии военных наук, заслуженный военный специалист Российской Федерации, генерал-полковник.

## Биография
В 1970 году окончил Минское высшее инженерное зенитно-ракетное училище ПВО, в 1985 году — Военную академию противовоздушной обороны имени Г. К. Жукова, в 1991 году — Военную академию Генерального штаба Вооружённых сил СССР (все — с отличием).
Проходил службу в Войсках ПВО СССР должностях заместителя командира радиотехнической батареи зенитного ракетного дивизиона, начальника штаба зенитной ракетной бригады, дивизии ПВО.
В 1991—1993 годах — начальник штаба 2-го корпуса ПВО Московского округа противовоздушной обороны. С 1993 года служил в Оперативном управлении штаба Московского округа ПВО; с 1994 года — в Главном штабе Войск ПВО страны, в 1997—1998 годах исполнял должность начальника Главного штаба Войск ПВО. В 1998—2000 годах — начальник Оперативного управления Главного штаба ВВС России. В 2000—2007 годах — начальник Главного штаба ВВС России.
Доктор военных наук, лауреат Государственной премии, заслуженный военный специалист, профессор Академии военных наук.
Выйдя в отставку, с августа 2007 до 2012 года работал первым заместителем генерального директора — исполнительным директором ОАО «Московский НИИ приборной автоматики», председателем совета директоров ЗАО «НРТБ». Член правления ОАО «ГСКБ „Алмаз-Антей“». Автор большого количества публикаций по вопросам развития и истории отечественных ВВС и ПВО.
Скончался 25 мая 2014 года после долгой продолжительной болезни. Похоронен на Троекуровском кладбище.

## Избранные труды
- Воздушно-космическая оборона в ожидании интеграции: Лидерство Америки требует финансовых вливаний в ВКО на уровне трети военного бюджета. 2.2.2007 // Независимое военное обозрение : Еженедельное приложение к «Независимой газете». — М.: ЗАО «Редакция „Независимой газеты“», 16 июля 2025 г. — С. http://nvo.ng.ru/concepts/2007-02-02/6_space.html. — ISSN 1810-1674.
- Чельцов Б. Ф. Ответы угрозам будущего: Вопросы воздушно-космической обороны государства должны найти адекватное отражение в Военной доктрине России. // Воздушно-космическая оборона : Печатный орган Вневедомственного совета по проблемам воздушно-космической обороны. — М.: Издательский дом «ВПК-Медиа».
- Чельцов Б. Ф. Россия строит воздушно-космическую оборону: Её создание обусловлено появлением качественно новых средств нападения. // Независимое военное обозрение : Еженедельное приложение к «Независимой газете». — М.: ЗАО «Редакция „Независимой газеты“», 28 февраля 2003 г. — ISSN 1810-1674.
- Чельцов Б. Ф. Зарождение и развитие противовоздушной обороны страны. // Военно-исторический журнал. — 2004. — № 12.
- Чельцов Б. Ф. Штаб войск противовоздушной обороны: основные этапы создания, развития и деятельности. // Военно-исторический журнал. — 2007. — № 2. — С.3-7.
- Чельцов Б. Ф. История создания и деятельности штаба ВВС. 1912—1945 гг. К 95-летию военно-воздушных сил России. // Военно-исторический журнал. — 2007. — № 8. — С.3-7.
- Чельцов Б. Ф. Главный штаб ВВС: этапы деятельности, роль и место в управлении войсками. 1946—1998 гг. // Военно-исторический журнал. — 2007. — № 10. — С.20-23.

## Награды
- Орден «За военные заслуги»
- Орден Почёта
- Орден «За службу Родине в Вооружённых Силах СССР» 3-й степени
- Медаль «За боевые заслуги»
- 15 медалей
- Государственная премия Российской Федерации (2000)
- Премия Правительства Российской Федерации в области науки и техники (2005)
- Премия Правительства Российской Федерации за значительный вклад в развитие Военно-воздушных сил (17 декабря 2012) — за организацию и руководство строительством и развитием Военно-воздушных сил на соответствующих командных должностях[4]
- Заслуженный военный специалист Российской Федерации